# ضفائر عشب الربيع (كتاب)
ضفائر عشب الربيع: حكمة السكان الأصليين والمعرفة العلمية وتعاليم النباتات هو كتاب صدر عام 2013 من تأليف الأستاذة التي تنمي إلى قبيلة بوتاواتومي روبين وول كيميرر، ويدور محتواه حول دور معرفة السكان الأصليين كنهج بديل أو تكميلي للمنهجيات العلمية الغربية السائدة. ويستكشف الكتاب العلاقات المتبادلة بين البشر والأرض، مع التركيز على دور النباتات وعلم النبات في كل من التقاليد الأمريكية الأصلية والغربية. 
حصل الكتاب على ردود ومراجعات إيجابي، وظهر في العديد من قوائم الكتب الأكثر مبيعًا. تشتهر بمنحتها الدراسية حول المعرفة البيئية التقليدية، وعلم النبات الشعبي، وبيئة الطحالب .

## محتويات الكتاب
ضفائر عشب الربيع: حكمة السكان الأصليين والمعرفة العلمية وتعاليم النباتات يتحدث عن علم النبات والعلاقة بالأرض في تقاليد الأمريكيين الأصليين.   وكتب المؤلفة كيميرر، وهي عضوة في قبيلة بوتاواتومي، عن تجاربها الشخصية في العمل مع النباتات وجمّعها مع التقاليد الثقافية لقبيلتها. كما أنها تعرض تاريخ النباتات وعلم النبات من منظور علمي.
تبدأ سلسلة المقالات المكونة من خمسة أقسام مع "زراعة ضفائر العشب العائم"، وتستمر بتتابع مع "العناية" و"القِطَاف" و"الضَفّر" و"حرَق العشب النائم". 
كتبت مجلة الفلسفة البيئية أن هذه العناوين "تشير إلى كيفية عمل كتاب كيميرر ليس فقط كتاريخ طبيعي ولكن أيضًا كاحتفال، والذي يؤدي الأخير دورًا حاسمًا في كيفية معرفة كيميرر للعالم الحي".
تصف كيميرر الكتاب بأنه "ضفائر من القصص، منسوجة من ثلاثة خيوط: طرق المعرفة الأصلية، والمعرفة العلمية، وقصة عالم السكان الأصليين أنيشينابه ويحاول الكتاب الجمع بينهما في خدمة ما هو أكثر أهمية. "كما تسمي العمل "تشابكًا بين العلم والروح والقصة".
كتبت المجلة الفصلية الهندية الأمريكية أن كتاب ضفائر عشب الربيع هو كتاب عن المعرفة البيئية التقليدية والعلوم الإنسانية البيئية. وتجمع المؤلفة فيه بين تدريبها في الأساليب العلمية الغربية ومعرفتها بالأمريكيين الأصليين مع الإشراف المستدام على الأراضي لوصف طريقة أكثر بهجة وبيئية لاستخدام أرضنا في ضفائر العشب العائم.
قال كيميرر عن الكتاب: "أردت أن يفهم القراء أن معرفة السكان الأصليين والعلوم الغربية هما طريقتان قويتان للمعرفة، وأنه من خلال استخدامهما معًا يمكننا تخيل علاقة أكثر عدلاً وسعادة مع الأرض." وتشمل النباتات الموصوفة في الكتاب القرع والطحالب وعصا الذهب والبقان وعشب الربيع المسمى به الكتاب. وتصف الكتاب بأنه "دعوة للاحتفال بعطايا الأرض".